# Therochaeta pacifica
Therochaeta pacifica är en ringmaskart som beskrevs av Fauchald 1972. Therochaeta pacifica ingår i släktet Therochaeta och familjen Flabelligeridae. Inga underarter finns listade i Catalogue of Life.